# Anna Tereza Savojská
Anna Tereza Savojská (1. listopadu 1717, Paříž – 5. dubna 1745, Paříž) byla savojská princezna narozená v Paříži. Byla druhou manželkou Karla de Rohan, knížete ze Soubise, vojenského velitele a přítele Ludvíka XV. Byla také královou sestřenicí, měli stejného děda, Viktora Amadea II.

## Život
Anna Tereza, členka vedlejší větve Savojských, se narodila v pařížském Hôtel de Soissons jako dcera knížete z Carignana a jeho manželky Marie Viktorie, nemanželské dcery sardinského krále Viktora Amadea II. a jeho maîtresse-en-titre, Jeanne Baptiste d'Albert de Luynes. Ze čtyř sourozenců Anna Terezy se dožil dospělosti pouze mladší bratr Ludvík Viktor
Vyrůstala v Paříži, rodiče uprchli od savojského dvora kvůli trapně vysokým dluhům. Do Paříže dorazili v období Régence, kdy vládl Filip II. Orleánský jako regent za Ludvíka XV.
6. listopadu 1741 se manželem čtyřiadvacetileté Anny Terezy stal o dva roky starší Karel de Rohan, vdovec po Anně Marii Luise de La Tour d'Auvergne, vnučce Marie Anny Mancini. Jako hlava vedlejší větve rodu Rohanů nesl Karel tituly kníže ze Soubise a vévoda z Rohan-Rohanu. Po Annině smrti, v roce 1758, se stal maršálem Francie, sloužil také jako ministr Ludvíka XV. i Ludvíka XVI. Od devíti let byl sirotek a notorický libertin.
Pár byl oddán ve starém donjonu zámku Rohanů ve městě Saverne. Obřad vedl ženichův bratr Armand de Rohan, biskup ze Štrasburku. Anna Tereza měla nevlastní dceru Šarlotu, budoucí manželku Ludvíka Josefa, knížete z Condé, a babičku Louise Antoina Henriho, vévody z Enghienu, emigranta, který byl na osobní příkaz Napoleona I. v roce 1804 dopaden a popraven, což způsobilo v celé Evropě šok.
Anna Tereza zemřela 5. dubna 1745 ve věku 27 let v Hôtel de Soubise při porodu. V prosinci téhož roku se vdovec Karel oženil s lankraběnkou Viktorií Hesensko-Rotenburskou.

## Potomci
Za tři a půl roku manželství Anna Tereza porodila jednu dceru:
- Viktorie de Rohan (28. prosince 1743 – 20. září 1807)